# Sistema ciberfísico
Um sistema ciberfísico (em inglês, cyber-physical system - CPS) é um sistema composto por elementos computacionais colaborativos com o intuito de controlar entidades físicas, sendo identificada como área chave de pesquisa pela US National Science Foundation (NSF). A geração anterior à dos sistemas ciberfísicos é geralmente conhecida como sistemas embarcados; e encontraram aplicações em áreas diversas, tais como aeroespacial, automotiva, processos químicos, infraestrutura civil, energia, saúde, manufatura, transporte, entretenimento e aplicações voltadas ao consumidor. Sistemas embarcados, no entanto, tendem a focar mais nos elementos computacionais, enquanto que sistemas ciberfísicos enfatizam o papel das ligações entre os elementos computacionais e físicos.
Um sistema ciberfísico consiste tipicamente de uma rede de elementos interagindo entre si, com entradas e saídas físicas, ao invés de apenas dispositivos isolados. Tais sistemas são multidisciplinares, mesclando tópicos como computação, mecatrônica, comunicação, cibersegurança e análise de dados. Os avanços da engenharia e o uso de inteligência artificial permitem o aprimoramento dos sistemas ciberfísicos, aumentando sua autonomia, eficiência, funcionalidade, confiabilidade, segurança e usabilidade. Assim, o potencial de aplicação desses sistemas abrange inúmeras áreas como indústria 4.0, aeronáutica, telecomunicações, smart grids, energia, biomédica, entre outras. 

## Brasil
No Brasil, instituições acadêmicas como o SENAI/SC (Instituto SENAI de Inovação) a UFBA, UFMG, Unicamp, UNIFESP, UNB, USP, UFSC, UFRGS ,UEMA, UFABC, FURG, UFPA e UFRA desenvolvem projetos baseados em sistemas ciberfísicos. Pesquisa industrial na linha de CPS também vem sendo desenvolvida na Ericsson.
Em 2021, a PUC-SP lançou o curso Bacharelado em Engenharia de Sistemas Ciber-Físicos, sendo o primeiro curso de graduação do Brasil nessa área.